# Oblast Smoljan
Oblast Smoljan (bugarski Област Смолян) nalazi se u južnoj Bugarskoj, na granici s Grčkom. U oblasti živi 140.066 stanovnika, dok je prosječna gustoća naseljenosti 50 stan./km². Najveći grad i administrativno središte oblasti je grad Smoljan s 31.988 stanovnika.
Oblast Smoljan sastoji se od deset općina:
- 1. Banjite
- 2. Borino
- 3. Devin
- 4. Dospat
- 5. Madan
- 6. Nedelino
- 7. Rudozem
- 8. Smoljan
- 9. Čepelare
- 10. Zlatograd

Gradovi u Oblasti Smoljan
| Grad      | Bugarski naziv | Stanovnika (31. prosinc 2005.) |
| --------- | -------------- | ------------------------------ |
| Devin     | Девин          | 7.166                          |
| Dospat    | Доспат         | 2.682                          |
| Madan     | Мадан          | 5.996                          |
| Nedelino  | Неделино       | 4.876                          |
| Rudozem   | Рудозем        | 3.764                          |
| Zlatograd | Златоград      | 7.383                          |
| Smoljan   | Смолян         | 31.988                         |
| Čepelare  | Чепеларе       | 5.572                          |

Većinsko stanovništvo oblasti su Bugari (122.806), zatim Turci (6.212) i Romi (686).

## Vanjske poveznice
- Službena stranica oblasti